# Márcia Leal
Márcia Leal (8 de Fevereiro de 1980) é uma actriz portuguesa.
Presença assídua em novelas e séries televisivas, obteve maior destaque em Anjo Selvagem (TVI, 2001), A Minha Família é uma Animação (SIC, 2000), Ninguém como Tu (TVI, 2005) e Fala-me de Amor (TVI, 2006).

## Televisão
- 2017 - Espelho d'Água
- 2016 - Ministério do Tempo
- 2016 - Mulheres Assim - Diana
- 2016 - Coração D'Ouro - Inspectora
- 2016 - Aqui Tão Longe - Alexandra
- 2015 - Poderosas - Enfermeira
- 2015 - Mar Salgado (telenovela) - Lídia
- 2014 - Água de Mar - Cláudia
- 2012 - Doida por Ti - Jornalista
- 2011 - A Casa é Minha - Sofia
- 2011 - Laços de Sangue
- 2010 - Maternidade (participação especial)
- 2008 - Liberdade 21 (participação especial)
- 2008 - Casos da Vida (participação especial) - Jornalista
- 2006 - O Bando dos Quatro - Inês
- 2006 - Fala-me de Amor - Diana Carvalho Xavier
- 2006 - Floribella (participação especial) - Márcia
- 2005 - Ninguém Como Tu - Ana Paredes da Silva
- 2004 - Maré Alta
- 2004 - Queridas Feras (participação especial) - Joana
- 2003 - Morangos com Açúcar (participação especial) - Paula
- 2003 - Saber Amar - Francisca
- 2002 - Amanhecer - Vanda
- 2002 - O Último Beijo (participação especial)
- 2001 - Anjo Selvagem - Inês
- 2000 - A Minha Família é uma Animação - Cris
- 1999 - A Vida Como Ela É (participação especial)
- 1997 - Riscos - Patrícia